# Championnat féminin du COSAFA 2022
Navigation
2021 2023
Le Championnat féminin du COSAFA 2022 est la dixième édition de cette compétition organisée par la COSAFA. 
Les matchs se déroulent du 31 août 2022 au 11 septembre 2022 en Afrique du Sud.
La compétition est remportée par la Zambie qui bat en finale l'Afrique du Sud.

## Participants
- Afrique du Sud (nation organisatrice)
- Angola
- Botswana
- Comores
- Eswatini
- Lesotho
- Malawi
- Maurice
- Mozambique
- Namibie
- Tanzanie (nation invitée)
- Zambie

## Phase de groupes
Les équipes sont réparties en trois groupes de quatre. Les vainqueurs de chaque groupe ainsi que le meilleur deuxième se qualifient pour la phase finale.
La composition des groupes est la suivante :
- Groupe A : 
  -  Afrique du Sud
  -  Angola
  -  Maurice
  -  Mozambique
- Groupe B : 
  -  Eswatini
  -  Lesotho
  -  Namibie
  -  Zambie
- Groupe C : 
  -  Botswana
  -  Comores
  -  Malawi
  -  Tanzanie

Légende des classements
- Qualifié pour les demi-finales
- Forfait

### Groupe A
| Rang | Équipe         | Pts | J | G | N | P | Bp | Bc | Diff |  | Résultats      |  |     |     |     |
| ---- | -------------- | --- | - | - | - | - | -- | -- | ---- |  | -------------- |  | --- | --- | --- |
| 1    | Afrique du Sud | 7   | 3 | 2 | 1 | 0 | 8  | 1  | +7   |  | Afrique du Sud |  | 1-1 | 3-0 | 4-0 |
| 2    | Mozambique     | 5   | 3 | 1 | 2 | 0 | 7  | 2  | +5   |  | Mozambique     |  |     | 1-1 | 5-0 |
| 3    | Angola         | 4   | 3 | 1 | 1 | 1 | 4  | 4  | 0    |  | Angola         |  |     |     | 3-0 |
| 4    | Maurice        | 0   | 3 | 0 | 0 | 3 | 0  | 12 | -12  |  | Maurice        |  |     |     |     |

### Groupe B
| Rang | Équipe   | Pts | J | G | N | P | Bp | Bc | Diff |  | Résultats |  |     |     |     |
| ---- | -------- | --- | - | - | - | - | -- | -- | ---- |  | --------- |  | --- | --- | --- |
| 1    | Zambie   | 9   | 3 | 3 | 0 | 0 | 11 | 0  | +11  |  | Zambie    |  | 2-0 | 7-0 | 2-0 |
| 2    | Namibie  | 6   | 3 | 2 | 0 | 1 | 7  | 3  | +4   |  | Namibie   |  |     | 2-0 | 5-1 |
| 3    | Lesotho  | 3   | 3 | 1 | 0 | 2 | 3  | 9  | -6   |  | Lesotho   |  |     |     | 3-0 |
| 4    | Eswatini | 0   | 3 | 0 | 0 | 3 | 1  | 10 | -9   |  | Eswatini  |  |     |     |     |

### Groupe C
| Rang | Équipe   | Pts | J | G | N | P | Bp | Bc | Diff |  | Résultats |  |     |     |     |
| ---- | -------- | --- | - | - | - | - | -- | -- | ---- |  | --------- |  | --- | --- | --- |
| 1    | Tanzanie | 7   | 3 | 2 | 1 | 0 | 6  | 1  | +5   |  | Tanzanie  |  | 0-0 | 3-1 | 3-0 |
| 2    | Botswana | 5   | 3 | 1 | 2 | 0 | 7  | 1  | +6   |  | Botswana  |  |     | 1-1 | 6-0 |
| 3    | Malawi   | 4   | 3 | 1 | 1 | 1 | 8  | 4  | +4   |  | Malawi    |  |     |     | 6-0 |
| 4    | Comores  | 0   | 3 | 0 | 0 | 3 | 0  | 15 | -15  |  | Comores   |  |     |     |     |

### Meilleurs deuxièmes
| Rang | Équipe     | Pts | J | G | N | P | Bp | Bc | Diff |
| ---- | ---------- | --- | - | - | - | - | -- | -- | ---- |
| 1    | Namibie    | 6   | 3 | 2 | 0 | 1 | 7  | 3  | +4   |
| 2    | Botswana   | 5   | 3 | 1 | 2 | 0 | 7  | 1  | +6   |
| 3    | Mozambique | 5   | 3 | 1 | 2 | 0 | 7  | 2  | +5   |

## Phase finale
En cas d'égalité à l'issue du temps réglementaire, on procède directement à la séance de tirs au but.
|  | Demi-finales   | Demi-finales   | Demi-finales   | Demi-finales   |                               |        | Finale | Finale | Finale | Finale |
|  |                |                |                |                |                               |        |        |        |        |        |
|  |                |                |                |                |                               |        |        |        |        |        |
|  | Zambie         | Zambie         | 1              | 1              |                               |        |        |        |        |        |
|  | Zambie         | Zambie         | 1              | 1              |                               |        |        |        |        |        |
|  | Tanzanie       | Tanzanie       | 0              | 0              |                               |        |        |        |        |        |
|  | Tanzanie       | Tanzanie       | 0              | 0              | Zambie                        | Zambie | 1 ap   | 1 ap   |        |        |
|  |                |                |                |                | Zambie                        | Zambie | 1 ap   | 1 ap   |        |        |
|  |                |                | Afrique du Sud | Afrique du Sud | 0                             | 0      |        |        |        |        |
|  | Afrique du Sud | Afrique du Sud | Afrique du Sud | Afrique du Sud | 0                             | 0      | 1      | 1      |        |        |
|  | Afrique du Sud | Afrique du Sud |                |                |                               |        |        | 1      |        |        |
|  | Namibie        | Namibie        | 0              | 0              |                               |        |        |        |        |        |
|  | Namibie        | Namibie        | 0              | 0              | Match pour la troisième place |        |        |        |        |        |
|  |                |                |                |                |                               |        |        |        |        |        |
|  |                |                |                |                |                               |        |        |        |        |        |
|  | Tanzanie       | Tanzanie       | 2              | 2              |                               |        |        |        |        |        |
|  | Tanzanie       | Tanzanie       | 2              | 2              |                               |        |        |        |        |        |
|  | Namibie        | Namibie        | 1              | 1              |                               |        |        |        |        |        |
|  | Namibie        | Namibie        | 1              | 1              |                               |        |        |        |        |        |

## Statistiques

### Meilleures buteuses de la compétition
Classement final
10 buts
- Barbra Banda

5 buts
- Gaonyadiwe Ontlametse

4 buts
- Lithemba Sam-Sam

3 buts
- Boitumelo Rabale
- Tabitha Chawinga

2 buts
- 10 joueuses

1 but
- 21 joueuses

1 but contre son camp
- 4 joueuses

## Récompenses
Les récompenses suivantes sont attribuées à l'issue de la compétition :
| Prix                | Vainqueur              |
| ------------------- | ---------------------- |
| Meilleure joueuse   | Barbra Banda           |
| Meilleure buteuse   | Barbra Banda (10 buts) |
| Meilleure gardienne | Catherine Musonda      |
| Prix du fair-play   | Tanzanie               |